# KM Водолея
KM Водолея (лат. KM Aquarii), HD 209460 — одиночная переменная звезда в созвездии Водолея на расстоянии приблизительно 1960 световых лет (около 601 парсека) от Солнца. Видимая звёздная величина звезды — от +8,25m до +8,13m.

## Характеристики
KM Водолея — красный гигант, пульсирующая медленная неправильная переменная звезда (LB:) спектрального класса M0 или M2/3III. Эффективная температура — около 3673 К.